# FM Towns Marty
La FM Towns Marty est une console de jeux vidéo sortie au Japon le 20 février 1993 par Fujitsu, exclusivement pour le marché japonais. La FM Towns Marty s'inspirait du micro-ordinateur FM Towns développé par Fujitsu en 1989. Elle était dotée d'une rétrocompatibilité avec les jeux de son prédécesseur. La seconde version, nommée FM Towns Marty 2, inclurait une connexion internet et un processeur 386 plus rapide (à 25 MHz). Il était aussi possible de démarrer des disquettes DOS ou même installer Windows .

## Fiche technique
- Processeur : AMD SX (16-32 bits) à 16 MHz (Marty 1 et 2)
- Graphismes : Résolution allant de 352 × 232 à 640 × 480 / 256 couleurs simultanées sur une palette de 32 768 couleurs
- Son : 6 canaux FM / 8 canaux PCM
- Mémoire vive : 2 MB
- Supports de données : CD-ROM (1x) et lecteur interne de disquette 3,5"
- Contrôleurs de jeu : 2 ports standards pour manettes et 1 port pour clavier